# T字形分子構造

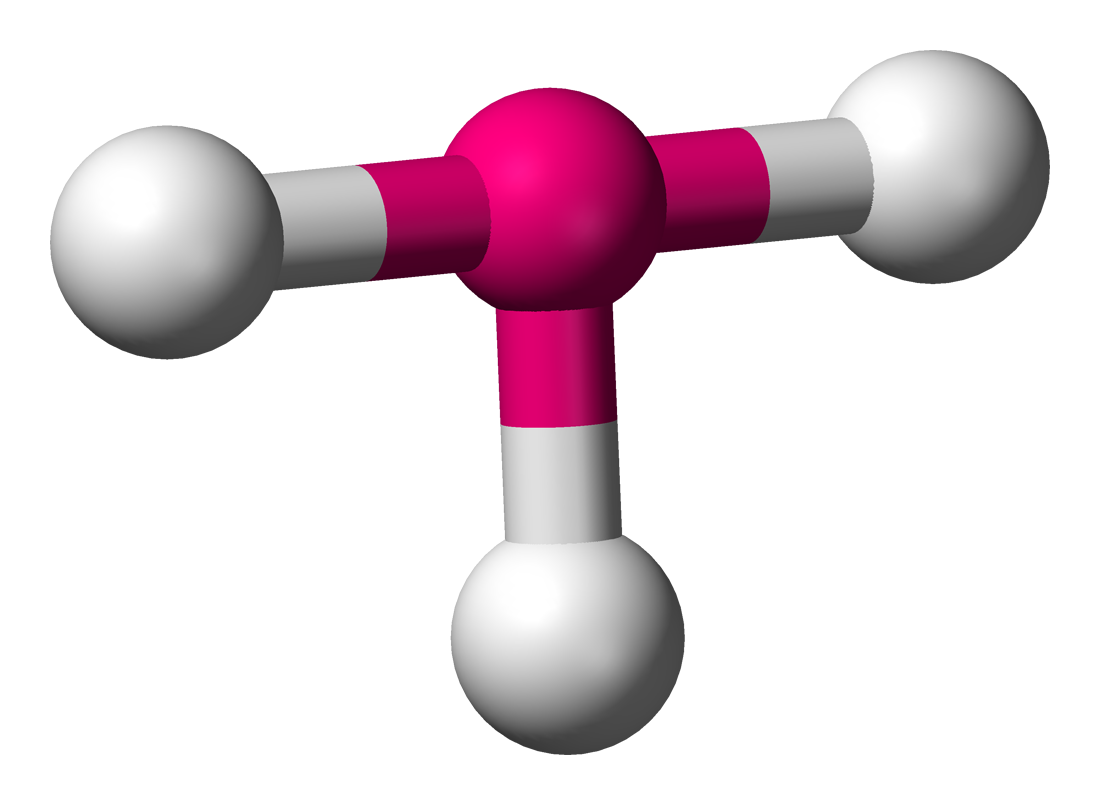
T字形配位幾何配置を持つ化合物の理想的な構造。

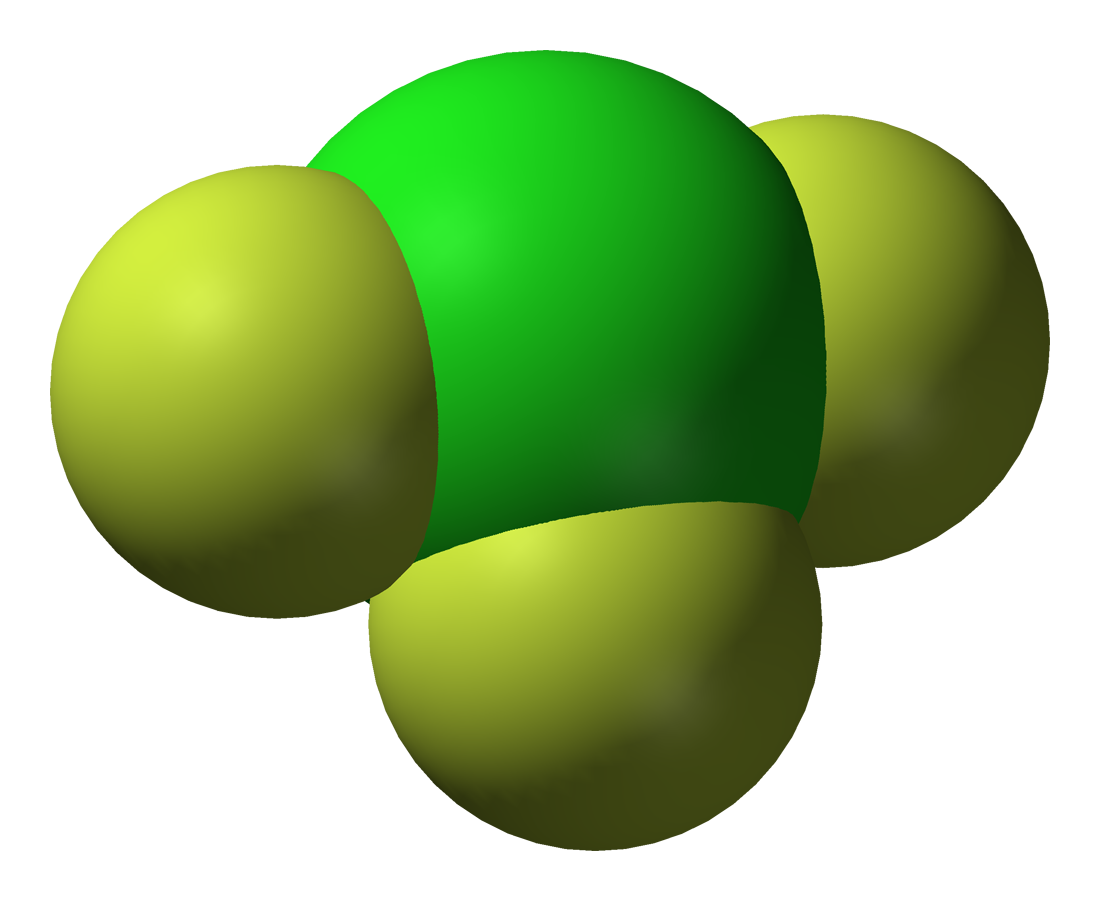
三フッ化塩素の構造。T字形配位幾何配置を持つ分子の例。

化学において、T字形分子構造（Tじがたぶんしこうぞう、英: T-shaped molecular geometry）とは、中心原子が3個の配位子を持つやや独特な分子構造である。通常、三配位化合物はその配位子の立体反発によって平面三角形または三角錐形分子構造をとる。T字形分子の例としては ClF3 のような三フッ化ハロゲンが挙げられる。
VSEPR理論によると、T字形分子構造は、中心原子に3個の配位子と2対の非共有電子対が結合している時、すなわち AXE 表記では AX3E2 と表される場合に生じる。T字形分子構造は3つのエクアトリアル位配位子と2つのアキシアル位配位子を持つ AX5 形分子の三方両錐形分子構造と関連している。AX3E2 形分子では、2つの非共有電子対が2つのエクアトリアル位を占め、3つの配位子原子が2つのアキシアル位と1つのエクアトリアル位を占める。3つの原子は 90° の角度で中心原子の一方の側に結合し、これによってT字形が生み出される。
トリフルオロキセノン(II) 陰イオン (XeF−
3) は、VSEPR理論によって八面体形に配置されたの6つの電子対（3つの非共有電子対と3つの配位子）がmer型で配置されている AX3E3 形分子と予測されており、この分子構造を持つ可能性がある最初の例として調べられてきた。この陰イオンは気相で検出されているものの、溶液中での合成の試みや実験的な構造決定は成功していない。計算化学的手法を用いた研究によれば、3つの F–Xe–F 結合角のうち最小のものが、T字形分子構造における 90° ではなく 69° に等しい歪んだ平面Y字形分子構造をとることが示唆されている。